# هراسکه توروپوسکو
هراسکه توروپوسکو (به لاتین: Hrašće Turopoljsko) یک منطقهٔ مسکونی در کرواسی است. هراسکه توروپوسکو ۱٬۲۰۲ نفر جمعیت دارد.